# Juan Gil de Hontañón le Jeune
 (septembre 2022).
Juan Gil de Hontañón le Jeune, ou Gil Juan le Jeune, Juan Gil de Hontañón, el Mozo en castillan, est un maître maçon (maestro de canteria) et architecte espagnol de la Renaissance. Il est originaire de Rasines. Il est connu entre 1521 et 1531.
Il est le fils de Juan Gil Hontañón et le frère aîné de Rodrigo Gil de Hontañón.

## Biographie
Il a probablement accompagné son père à Saint-Jacques-de-Compostelle en 1518 où il a participé à une conférence pour évaluer les plans du nouveau cloître de la cathédrale de Saint-Jacques-de-Compostelle présentés par Juan de Álava en 1510.
Il a aidé son père dans la construction de la nouvelle cathédrale de Salamanque où il est documenté en 1521 où il sert de garant pour les chapelles latérales dont son père a obtenu le contrat. L'année suivante il proteste au nom de son père auprès du chapitre contre les incriminations de Juan de Badajoz le Vieux et Francisco de Colonia concernant les chapelles latérales. En 1523, il apparaît comme témoin pour la nomination comme juges de son père et Juan de Álava.
En 1525, à la demande de Juan Pardo de Tavera, archevêque de Saint-Jacques-de-Compostelle, il va reconnaître avec Álava le bâtiment de la Mitra à Saint-Jacques-de-Compostelle. La même année il est cité comme habitant de Salamanque.
À la mort de son père, en 1526, il lui est substitué comme maître d'œuvre de la nouvelle cathédrale de Salamanque et obtient un congé pour aller à Saint-Jacques-de-Compostelle. La réalisation de la nouvelle cathédrale de Salamanque par le père et le fils a continué sans problème jusqu'en 1529, quand elle a été expertisée par Juan de Álava et Alonso de Covarrubias qui ont montré une certaine inimitié avec les Hontañón. En 1531, Juan de Álava est nommé inspecteur des ouvrages de la nouvelle cathédrale pour exécuter rigoureusement les plans d'origine et contrôler le travail de Juan Gil de Hontañón le Jeune jusqu'à sa mort.
En 1527, il est sollicité avec Juan de Álava et le moine Eugenio de Valparaiso pour reconnaître la bibliothèque de l'université de Salamanque qui menace ruine.
Bien que cela ne soit pas établi, d'après Fernando Chueca Goitia, il a travaillé en 1541 sur l'église du couvent de Sancti Spiritus de Salamanque.
On ignore la date de sa mort.